# Jos South
Jos South è una delle diciassette aree a governo locale (local government areas) in cui è suddiviso lo Stato di Plateau, nella Repubblica Federale della Nigeria.
Conta una popolazione di 306.716 abitanti.